# Ejerskifteforsikring
En ejerskifteforsikring er en forsikring, der dækker køberen af en bolig mod skjulte skader, fejl og ulovlige installationer, der ikke fremgår af tilstandsrapporten og el-installationsrapporten. Køberen må ligeledes ikke have kendskab til skader, fejl eller ulovlige installationer inden overdragelsestidspunktet, hvis forsikringen skal dække.
Forudsætningen for at tegne en ejerskifteforsikring er, at man har en gyldig tilstandsrapport og elinstallationsrapport; se også § 2 i lov om forbrugerbeskyttelse ved erhvervelse af fast ejendom m.v.
Sammen udgør disse tre elementer byggestenene i Huseftersynsordningen. En ejerskifteforsikring udbydes af private forsikringsselskaber i Danmark.  

## Kritik
Ejerskifteforsikringen har været udsat for kritik grundet forsikringens kompleksitet samt potentielle skyggerapporter i branchen.
Disse skyggerapporter er dog blevet afvist af Forsikring & Pension.

## Ekstern henvisning
køb på lex.dk